# Bányai Nándor
Bányai Nándor, Breier (Kispest, 1928. március 8. – Budapest, 2003. december 8.) válogatott labdarúgó, balfedezet, edző.

## Pályafutása

### Klubcsapatban
1946 és 1960 között a Kispest illetve a Bp. Honvéd labdarúgója volt. Összesen 306 bajnoki mérkőzésen szerepelt és hét gólt szerzett. Ötszörös magyar bajnok a csapattal. 1960-ban vonult vissza.

### A válogatottban
1950-ben két alkalommal szerepelt a válogatottban.

### Edzőként
Edzőként dolgozott a Honvédnál, Zalaegerszegen, Kecskeméten, Leninvárosban (Tiszaújváros), Debrecenben, Sopronban, külföldön pedig Lengyelországban, Algériában és Togóban.

## Sikerei, díjai

### Játékosként
- Magyar bajnokság
  - bajnok: 1949–50, 1950-tavasz, 1952, 1954, 1955
  - 2.: 1946–47, 1951, 1953, 1957–58
  - 3.: 1948–49, 1958–59
- Magyar kupa (MNK)
  - döntős: 1955
- Közép-európai kupa (KK)
  - győztes: 1959
- A Magyar Népköztársaság kiváló sportolója (1951)[2]
- A Magyar Népköztársaság Érdemes Sportolója (1954)[3]

## Statisztika

### Mérkőzései a válogatottban
| Magyarország | Magyarország      | Magyarország                  | Magyarország | Magyarország | Magyarország  | Magyarország | Magyarország | Magyarország |
| #            | Dátum             | Helyszín                      | Hazai        | Eredmény     | Vendég        | Kiírás       | Gólok        | Esemény      |
| ------------ | ----------------- | ----------------------------- | ------------ | ------------ | ------------- | ------------ | ------------ | ------------ |
| 1.           | 1950. április 30. | Budapest, Megyeri úti stadion | Magyarország | 5 – 0        | Csehszlovákia | barátságos   | -            |              |
| 2.           | 1950. május 14.   | Bécs, Práter-stadion          | Ausztria     | 5 – 3        | Magyarország  | barátságos   | -            | 46'          |
|              | Összesen          |                               |              | 2            | mérkőzés      |              | 0            | gól          |

## Emlékezete
- Alakja felbukkan (említés szintjén, keresztnév nélkül, de beazonosítható módon) Kondor Vilmos magyar író Budapest novemberben című bűnügyi regényében.